# Celle Enomondo
Celle Enomondo (piemontiul: Sele) település Olaszországban, Piemont régióban, Asti megyében. Lakosainak száma 440 fő (2023. január 1.). Celle Enomondo Antignano, Asti, Revigliasco d’Asti és San Damiano d’Asti községekkel határos.

## Népesség
A település lakossága az elmúlt években az alábbi módon változott:
| Lakosok száma | 487  | 476  | 440  |
|               | 2017 | 2018 | 2023 |